# Толли, Иван Андреевич
Ива́н Андре́евич То́лли (1825—1887) — киевский купец и благотворитель, городской голова в 1884—1887 годах, статский советник.

## Биография
Иван Толли родился в зажиточной греческой семье в Одессе, окончил греческое коммерческое училище. Был записан купцом 3-й гильдии в Одессе, а затем в Василькове.
В начале 1850-х годов переехал в Киев, где занялся винными откупами. К 1856 году был управляющим конторой Киевского питейного откупа. Основал пивоваренный завод на Жилянской улице. В 1878—1883 годах возглавлял правление Киевского земельного банка, а в 1882 году стал также председателем Киевского комитета торговли и мануфактур.
Имел резиденцию в собственном особняке по современной улице Льва Толстого, 9, в разное время ему принадлежали другие усадьбы в Киеве и за его пределами (с одной из них — бывшим имением Вишневецких на Волыни — была связана длительная судебная тяжба относительно законности приобретения, известная как «дело Толли»).
Большое внимание уделял благотворительности. Состоял почетным членом киевского Общества для помощи бедным, почетным старшиной Мариинского детского приюта, почетным членом и казначеем Киевского губернского попечительства о детских приютах. Пожертвовал 10 тысяч рублей на устройство ремесленного училища при Межигорском монастыре, а в 1885 году — 75 тысяч рублей на строительство Благовещенской церкви на Мариинско-Благовещенской улице (ныне — улица Саксаганского).
За успехи в коммерческой и благотворительной деятельности был удостоен званий потомственного почетного гражданина (1869) и коммерции-советника (1877), награждён золотой медалью «За усердие» на Станиславской ленте и рядом орденов.
С 1871 года избирался гласным Киевской городской думы. 3 мая 1884 года, после внезапной смерти Г. И. Эйсмана, был избран городским головой. 26 марта 1887 года переизбран на должность городского головы, однако отказался от вступления в должность. В следующем заседании 16 апреля снова победил на выборах, однако вновь отказался занять должность. Его преемником стал С. М. Сольский. Киевский журналист С. Г. Ярон давал Толли следующую характеристику:
И. А. Толли имел крупный недостаток: он был крайне груб и резок не только в обращении с просителями, но и с гласными во время думских заседаний. Не раз местная газета призывала его к порядочности, прося подбирать более приличные выражения, дабы не подтверждать, что воспитание им получено в «заведениях», но не учебно-воспитательных (намек, что И. А. Толли начал свою карьеру службой по откупу). Как городской голова И. А. Толли и потому еще не удовлетворял своему назначению, что был, при всей своей энергичности, слишком самолюбив и даже деспотичен. Всякое возражение он считал личной для себя обидой, что неоднократно вызывало недоразумения.
Умер от инсульта 5 июля 1887 года. Был похоронен на Байковом кладбище, а в октябре того же года, согласно завещанию, перезахоронен около Благовещенской церкви. Церковь была снесена в середине 1930-х годов, надгробие не сохранилось.

## Семья
Был женат на Анне Викторовне Пашковой (ум. 1909). Их дети:
- Владимир (1860—1931), гласный Киевской городской думы. В эмиграции во Франции.
- Ольга, замужем за купцом Георгием Черновым.

## Награды
- Орден Святой Анны 3-й ст.
- Орден Святого Станислава 2-й ст.
- Орден Святой Анны 2-й ст.
- Орден Святого Владимира 4-й ст.
- Орден Святого Владимира 3-й ст.